# Ivan Buchinger
Ivan "Buki" Buchinger (* 14. února 1986, Gabčíkovo) je slovenský bojovník smíšených bojových umění (MMA). Aktuálně působí v organizaci Oktagon MMA, kde je momentálně bývalým šampionem lehké a pérové váhy. V minulosti byl držitelem titulu v organizaci M-1 Global a Cage Warriors. Trénuje v klubu Spartakus Fight Gym v Trnavě pod vedením trenéra Attily Végha. Bývá nazýván jako král submisse.

## MMA kariéra

### Raná kariéra
S bojovými sporty začal v dětství, kdy ho otec zapsal na řecko-římský zápas, který ho údajně nebavil, ale byl nucen jej navštěvovat. Často utíkal z tréninku, ale okolo patnácti let jej zápasení začalo bavit. Zde získal skvělé předpoklady k boji na zemi. Po nějaké době došlo ke zrušení trenérského klubu v Gabčíkově.
K MMA se dostal v osmnáctém roku života, díky Attilovi Véghovi, který mu ukázal videa zápasů UFC. To jej ihned zaujalo a chtěl to vyzkoušet. První tréninky prováděli na fotbalovém hřiště, kde podle videí zkoušeli techniky.
Do svých prvních zápasů nastupoval, aniž by znal jméno soupeře.

### Cage Warriors
Při vstupu do Cage Warriors byl již respektovaný zápasník. V premiéře se představil 24. května 2012, kde svůj první zápas vyhrál. Druhý zápas byl o titul a utkal se s Conorem McGregorem. Ten jej dle jeho slov psychicky zlomil, zápas prohrál v prvním kole po třech minutách a čtyřiceti sekundách na KO.
Další čtyři zápasy vyhrál a získal titul v lehké váze.

### M-1 Global
Po nástupu do organizace M-1 Global zvládl vyhrát první dva zápasy a dostal možnost zabojovat o titul. Tu využil, titul dvakrát obhájil a tak měl šest výher. Do svého sedmého zápasu nastupoval jako favorit, ale nečekaně byl ukončen v prvním kole na KO. Titul mu ovšem zůstal, jelikož Magomed Idrisov nedokázal splnit váhový limit. Poslední zápas v této organizaci zvládl vyhrát před časovým limitem a obhájil tak titul.

### XFN
V roce 2018 podepsal smlouvu s českou organizací XFN. Zde měl zápas s Jaroslavem Pokorným, který zvládl ukončit ve druhém kole. V dalším zápase se utkal o titul pérové váhy. Ten dokázal předčasně ukončit ve čtvrtém kole a stal se tak šampionem. Své působení zde ukončil poté, co se organizace dostala do velké krize a dlužila zápasníkům peníze.

### KSW
Svůj debut zažil 7. prosince 2019 proti doté doby neporaženému Salahdine Parnasse.  Zápas trval 5 kol a byl rozhodnut na body, jednoznačně ve prospěch Francouze, který tak obhájil titul.

### Oktagon MMA
Poprvé se v této organizaci měl představit na turnaji OKTAGON 18 s Maďarem Lajosem Etelakym. Buchinger byl pozitivně testován na COVID-19, tudíž došlo ke zrušení zápasu.
Premiéru zažil až na turnaji OKTAGON 21 v titulovém zápase proti Ronaldu Paradeiserovi. Ten vyhrál v prvním kole po 2 minutách a 29 sekundách na Rear-Naked Choke.
Další zápas ve kterém se měl představit na turnaji OKTAGON 26: ŠTVANICE byl zrušen. Organizace na svém facebookovém profilu uvedla: „Bohužel nebyl žádný kvalitní bojovník, který by se chtěl s Ivanem v požadované váze měřit a přinesl by opravdovou výzvu.“ 
Druhý zápas se uskutečnil na turnaji OKTAGON 27, kde získal druhý titul organizace Oktagon MMA, tentokrát v pérové váze. Ten se uskutečnil 11. září 2021 v Bratislavě na Zimním stadionu Ondreje Nepely. Zde se utkal s Vojto Barboríkem. Zápas byl v neuvěřitelném tempu a trval pět kol. Po čtvrtém kole, dle slov organizátora Ondřeje Novotného, byl stav nerozhodný.
Ivan Buchinger sám několikrát uvedl, že by rád získal i třetí pás ve veltrové váze. Po zisku druhého zápasu vyzval současného šampiona Davida Kozmu k zápasu. Ten mu odpověděl, že šampion by měl ve své váze obhajovat, aby nestála a nejprve si dát zápas ve veltrové váze s někým jiným.
Během turnaje OKTAGON PRIME 4 bylo oznámeno, že se Buchinger utká v titulové bitvě se současným šampionem velterové váhy Davidem Kozmou na akci OKTAGON 29 v Ostravě. Ten měl původně nastoupit proti Petru Knížeti, který vzhledem k zraněním nebyl připraven. Ziskem tří titulů by se Ivanu Buchingerovi podařilo něco, co nikomu v žádné relevantní mma organizaci.
Pouhých 11 dní před zápasem bylo oznámeno, že se Ivan Buchinger zranil a není možné, aby nastoupil. Promotér Ondřej Novotný uvedl ve svém podcastu MMA letem světem, že se jedná o nepříjemnou zlomeninu nohu, která se stala při tréninku. K tomu ještě dodal, že pravděpodobně se uzavřela možnost získání tří titulů. Ivan Buchinger na svém Instagramovém profilu uvedl, že musí podstoupit operaci.
Jeho první obhajoba titulu v lehké váze se uskutečnila ve Frankfurtu nad Mohanem, kde dlouhá léta trénoval. Zápas skončil poměrně jednozčnačně, a to ve prospěch belgického bojovníka Losena Keitu, který zápas dokázal ukončit v prvním kole po třech minutách.

### Ultimate Fighting Championship
V dobách největších úspěchů měl nabídku do nejprestižnější organizace UFC, kterou však několikrát odmítl. To bylo především z neposkytnutí dobrých platových podmínek a nutné opuštění tehdejšího nejlepšího německého klubu MMA Spirit. Také neviděl důvod k opuštění organice Cage Warriors, která patřila k jedné z největších. Sám přiznal, že rozhodnutí nelituje a zpětně by ho neměnil. Ovšem kdyby nabídka přišla dnes, neváhal by.

## MMA výsledky
| Výsledek | Bilance | Soupeř                   | Metoda                            | Událost                                          | Datum             | Kolo | Čas  | Místo                          | Poznámka                                                  |
| -------- | ------- | ------------------------ | --------------------------------- | ------------------------------------------------ | ----------------- | ---- | ---- | ------------------------------ | --------------------------------------------------------- |
| Výhra    | 45-10   | Vladimír Lengál          | Donucení (rear-naked choke)       | Oktagon 72: Vémola vs Végh 3                     | 14. června 2025   | 2    | 4:31 | Praha, Česko                   |                                                           |
| Výhra    | 44-10   | Hafeni Nafuka            | TKO (údery)                       | Oktagon 63: Buchinger vs Nafuka                  | 9. listopadu 2024 | 2    | 3:23 | Bratislava, Slovensko          |                                                           |
| Prohra   | 43-10   | Lom-Ali Eskiev           | TKO (údery)                       | Oktagon 60: Buchinger vs. Eskiev                 | 7. září 2024      | 1    | 4:10 | Oberhausen, Německo            |                                                           |
| Výhra    | 43-9    | Łukasz Rajewski          | Donucení (d'Arce)                 | Oktagon 59: Summer Party                         | 20. červenec 2024 | 2    | 1:11 | Bratislava, Slovensko          | Rezervní zápas turnaje lehké váhy Tipsport Gamechanger 2. |
| Výhra    | 42-9    | Paulo Surian             | TKO (údery)                       | PML 10                                           | 24. květen 2024   | 2    | 1:47 | Nitra, Slovensko               |                                                           |
| Prohra   | 41-9    | Ronald Paradeiser        | TKO (přerušení lékařem)           | Oktagon 50: Keita vs. Samsonidse                 | 9. prosinec 2023  | 3    | 5:00 | Ostrava, Česko                 | Boj o uvolněný mistrovský pás lehké váhy Oktagon MMA      |
| Výhra    | 41-8    | Jakub Dohnal             | TKO (údery)                       | Oktagon 47: Česko vs. Slovensko                  | 7. říjen 2023     | 2    | 4:47 | Bratislava, Slovensko          |                                                           |
| Výhra    | 40-8    | Abou Tounkara            | TKO (údery)                       | Oktagon 45: Sanikidze vs. Keita                  | 29. červenec 2023 | 2    | 4:46 | Praha, Česko                   |                                                           |
| Prohra   | 39-8    | Losene Keita             | TKO (údery)                       | Oktagon 33: Buchinger vs. Keita                  | 4. červenec 2022  | 1    | 3:00 | Frankfurt nad Mohanem, Německo | Ztratil titul organizace Oktagon MMA v lehké váze.        |
| Výhra    | 39-7    | Vojto Barborík           | Na body                           | Oktagon 27: Buchinger vs. Barborík               | 11. září 2021     | 5    | 5:00 | Bratislava, Slovensko          | Stal se šampionem organizace Oktagon MMA v pérové váze.   |
| Výhra    | 38–7    | Ronald Paradeiser        | Donucení (rear-naked choke)       | Oktagon 21: Paradeiser vs. Buchinger             | 30. leden 2021    | 1    | 2:29 | Brno, Česko                    | Stal se šampionem organizace Oktagon MMA v lehké váze.    |
| Prohra   | 37–7    | Salahdine Parnasse       | Na body                           | KSW 52: Race                                     | 7. prosinec 2019  | 5    | 5:00 | Gliwice, Polsko                | Bojujte o mistrovský pás KSW v pérové váze.               |
| Výhra    | 37–6    | Roman Golovinov          | Donucení (rear-naked choke)       | CFS - Cage Fighting 7                            | 26. říjen 2019    | 1    | 1:47 | Győr, Maďarsko                 |                                                           |
| Výhra    | 36–6    | Alexey Oleinik           | Donucení                          | PFN - Prague Fight Night                         | 27. červen 2019   | 1    | 1:50 | Praha, Česko                   |                                                           |
| Výhra    | 35–6    | Sergej Grecicho          | Donucení (D'Arce choke)           | XFN 15 - X Fight Nights 15                       | 27. prosinec 2018 | 4    | 4:11 | Praha, Česko                   | Stal se šampionem organizace XFN v pérové váze.           |
| Výhra    | 34–6    | Jaroslav Pokorny         | Donucení (anaconda choke)         | XFN 11 - Back to the O2 Arena                    | 28. červen 2018   | 2    | N/A  | Praha, Česko                   |                                                           |
| Výhra    | 33–6    | Andrey Krasnikov         | Donucení (anaconda choke)         | M-1 Challenge 89 - Buchinger vs. Krasnikov       | 10. březen 2018   | 2    | 2:54 | Petrohrad, Rusko               |                                                           |
| Prohra   | 32–6    | Khamzat Dalgiev          | KO (úder)                         | M-1 Challenge 86 - Buchinger vs. Dalgiev         | 24. listopad 2017 | 1    | 2:35 | Nazraň, Rusko                  | Ztratil titul organizace M-1 Global v pérové váze.        |
| Výhra    | 32–5    | Timur Nagibin            | Donucení                          | M-1 Challenge 80 - Kharitonov vs. Sokoudjou      | 15. červen 2017   | 4    | 3:24 | Harbin, Čína                   | Obhájil titul organizace M-1 Global v pérové váze.        |
| Prohra   | 31–5    | Magomed Idrisov          | KO (úder)                         | M-1 Challenge 73 - Battle of Narts               | 9. prosinec 2016  | 1    | 3:20 | Ingushetia, Rusko              |                                                           |
| Výhra    | 31–4    | Mikhail Korobkov         | Donucení (north-south choke)      | M-1 Challenge 67 - Battle in the Land of Fire    | 4. červen 2016    | 1    | 4:41 | Baku, Ázerbájdžán              |                                                           |
| Výhra    | 30–4    | Mansour Barnaoui         | Na body                           | M-1 Challenge 62 - Buchinger vs. Barnaoui        | 10. říjen 2015    | 5    | 5:00 | Soči, Rusko                    | Obhájil titul organizace M-1 Global v pérové váze.        |
| Výhra    | 29–4    | Aliyar Sarkerov          | TKO (údery)                       | M-1 Global - M-1 Challenge 56                    | 10. duben 2015    | 2    | 1:54 | Moskva, Rusko                  |                                                           |
| Výhra    | 28–4    | Tural Ragimov            | TKO (údery)                       | M-1 Challenge 52 - Battle of Narts               | 17. říjen 2014    | 4    | 4:34 | Nazraň, Rusko                  | Stal se šampionem organizace M-1 Global v pérové váze.    |
| Výhra    | 27–4    | Mikhail Malyutin         | Na body                           | M-1 Challenge 50 - Battle of Neva                | 15. srpen 2014    | 3    | 5:00 | Petrohrad, Rusko               |                                                           |
| Výhra    | 26–4    | Sergey Golyaev           | Donucení (rear-naked choke)       | M-1 Global - M-1 Challenge 47                    | 4. duben 2014     | 1    | 3:14 | Orenburg, Rusko                |                                                           |
| Výhra    | 25–4    | Steven Ray               | Donucení (rear-naked choke)       | CWFC 63 - Cage Warriors Fighting Championship 63 | 31. prosinec 2013 | 4    | 3:43 | Dublin, Irsko                  | Stal se šampionem organizace Cage Warriors v lehké váze.  |
| Výhra    | 24–4    | Mick Sinclair            | Donucení (scarf hold armlock)     | CWFC 60 - Cage Warriors Fighting Championship 60 | 5. říjen 2013     | 2    | 1:59 | Londýn, Velá Británie          |                                                           |
| Výhra    | 23–4    | Dzhamal Magomedov        | Donucení (triangle choke)         | CWFC 58 - Cage Warriors Fighting Championship 58 | 24. srpen 2013    | 3    | 1:42 | Grozný, Rusko                  |                                                           |
| Výhra    | 22–4    | Jason Ball               | Na body                           | CWFC 54 - Cage Warriors Fighting Championship 54 | 4. květen 2013    | 3    | 5:00 | Cardiff, Velká Británie        |                                                           |
| Prohra   | 21–4    | Conor McGregor           | KO (úder)                         | CWFC 51 - Cage Warriors Fighting Championship 51 | 31. prosinec 2012 | 1    | 3:40 | Dublin, Irsko                  | O titul Cage Warriors v lehké váze.                       |
| Výhra    | 21–3    | Tamas Ladi               | TKO (údery)                       | KFG - Kyokushin Fighters Gala                    | 9. červen 2012    | 1    | 1:38 | Slovensko                      |                                                           |
| Výhra    | 20–3    | Diego Gonzalez           | TKO (údery)                       | CWFC - Fight Night 6                             | 24. květen 2012   | 2    | 1:30 | Isa Town, Bahrajn              |                                                           |
| Výhra    | 19–3    | Ioan Maftei              | Donucení (guillotine choke)       | HG - Heroes Gate 7                               | 19. duben 2012    | 1    | 0:45 | Praha, Česko                   |                                                           |
| Prohra   | 18–3    | Anton Kuivanen           | Na body                           | Cage 15 - Powered by Reezig                      | 29. duben 2011    | 3    | 5:00 | Espoo, Finsko                  |                                                           |
| Výhra    | 18–2    | Maratbek Kalabekov       | Na body                           | HG - Heroes Gate 3                               | 24. květen 2011   | 3    | 5:00 | Praha, Česko                   |                                                           |
| Výhra    | 17–2    | Jarkko Latomaki          | Donucení (rear-naked choke)       | Cage 14 - All Stars                              | 20. listopad 2010 | 1    | 3:23 | Espoo, Finsko                  |                                                           |
| Výhra    | 16–2    | Magomedrasul Khasbulaev  | Donucení (rear-naked choke)       | HG - Heroes Gate 2                               | 21. říjen 2010    | 2    | 4:09 | Praha, Česko                   |                                                           |
| Výhra    | 15–2    | Szymon Walaszek          | Donucení (armbar)                 | DG - Den Gladiatora 9                            | 2. říjen 2010     | 1    | 0:00 | Trenčín, Slovensko             |                                                           |
| Výhra    | 14–2    | Gabor Gorbics            | Donucení (armbar)                 | PK - Panhungaria Kupa                            | 19. červen 2010   | 1    | 3:01 | Budapešť, Maďarsko             |                                                           |
| Výhra    | 13–2    | Daniel Kmegy             | Donucení (reverse triangle choke) | PK - Panhungaria Kupa                            | 19. červen 2010   | 1    | 3:30 | Budapešť, Maďarsko             |                                                           |
| Prohra   | 12-2    | Sergey Golyaev           | KO (úder)                         | APF - Azerbaijan vs. Europe                      | 22. květen 2010   | 1    | 0:20 | Baku, Ázerbájdžán              |                                                           |
| Prohra   | 12-1    | Akira Corassani          | Na body                           | BOB 2 - Battle of Botnia                         | 12. prosinec 2009 | 3    | 5:00 | Umeå, Švédsko                  |                                                           |
| Výhra    | 12-0    | Zvonimir Brala           | KO (úder)                         | NOF - Night Of Fights 1                          | 31. říjen 2009    | 1    | 0:53 | Nitra, Slovensko               |                                                           |
| Výhra    | 11-0    | Jetmir Emruli            | Donucení (rear-naked choke)       | KOTR - Return of Gladiators                      | 16. říjen 2009    | 1    | 0:32 | Brno, Česko                    |                                                           |
| Výhra    | 10-0    | Vladimir Zenin           | Na body                           | HC 4 - Hell Cage 4                               | 20. září 2009     | 3    | 5:00 | Praha, Česko                   |                                                           |
| Výhra    | 9-0     | Michal Elsner            | Donucení (rear-naked choke)       | FSC 3 - Fight Stage Championship 3               | 30. duben 2009    | 1    | 1:30 | Košice, Slovensko              |                                                           |
| Výhra    | 8-0     | Ric Schreiter            | TKO (údery)                       | FFC - On Tour                                    | 25. duben 2009    | 1    | 1:26 | Jena, Německo                  |                                                           |
| Výhra    | 7-0     | Jesse-Bjorn Buckler      | Donucení (armbar)                 | FCB 13 - Fight Club Berlin 13                    | 5. duben 2009     | 0    | 0:00 | Berlín, Německo                |                                                           |
| Výhra    | 6-0     | Rasmus Bendtsen          | TKO (údery)                       | HC 3 - Hell Cage 3                               | 29. březen 2009   | 2    | 2:05 | Praha, Česko                   |                                                           |
| Výhra    | 5-0     | Laszlo Forro             | Donucení (rear-naked choke)       | VT - Vendetta                                    | 15. březen 2009   | 0    | 0:00 | Csongrád (město), Maďarsko     |                                                           |
| Výhra    | 4-0     | Radek Vermirovsky        | Donucení (rear-naked choke)       | FSC 2 - Fight Stage Championship 2               | 10. listopad 2008 | 1    | 0:00 | Bratislava, Slovensko          |                                                           |
| Výhra    | 3-0     | Mairbek Taisumov         | Donucení                          | HC 2 - Hell Cage 2                               | 19. říjen 2008    | 2    | 3:12 | Praha, Česko                   |                                                           |
| Výhra    | 2-0     | Istvan Racz              | TKO (údery)                       | TFC - TotalFight                                 | 20. srpen 2008    | 1    | 3:04 | Pešť, Maďarsko                 |                                                           |
| Výhra    | 1-0     | Ivan Rodriguez Gutierrez | N/A                               | FSC 1 - Fight Stage Championship 1               | 2. červen 2008    | 0    | 0:00 | Košice, Slovensko              |                                                           |